# Forever is the World
Forever Is the World es el séptimo y último álbum de estudio de la banda gótica noruega Theatre of Tragedy, el cual fue lanzado el 18 de septiembre de 2009 por AFM Records,  más de tres años después de su último trabajo discográfico.. 
El álbum fue producido por el cantantne de la banda Zeromancer, Alexander Møklebus y materizado por Bjørn Engelmann.
El arte de la cubierta fue diseñado por  Thomas Ewerhard, quien hizo las de dos álbumes previos  de la banda, Storm y Assembly.
Desde el lanzamiento de "Forever Is the World" han exisitdo quejas acerca de la mezcla y masterización del disco, con demandas basadas en pruebas aleatorias y recorte de sonido. Por ese motivo, este trabajo ha sido citado por fanes de la "Guerra del volumen".

## Lista de canciones
Todas las canciones escritas y compuestas por Theatre of Tragedy.
1. "Hide and Seek" - 5:24
2. "A Nine Days Wonder" - 5:17
3. "Revolution" - 4:04
4. "Transition" - 4:59
5. "Hollow" - 6:10
6. "Astray" - 3:42
7. "Frozen" - 5:20
  - "Empty (bonus track, 4:03) es la pista ocho en la edición limitada / digi-book edition"
8. "Illusions" - 4:45
9. "Deadland" - 4:40
10. "Forever Is the World" - 4:40
  - "The Breaking (bonus track, 4:26) puede ser encontrada sólo en la edición de vinilo del álbum"

## Miembros
- Nell Sigland – Vocales
- Raymond Istvàn Rohonyi - Voces, electrónica, letras
- Frank Claussen – Guitarra
- Vegard K. Thorsen – Guitarra
- Lorentz Aspen – Teclados
- Hein Frode Hansen – Batería

### Producción
- Alexander Møklebust – Producción
- Bjørn Engelmann – Masterización
- Thomas Ewerhard – Arte de la portada
- Pzy-clone –  Edición de la batería y arreglos adicionales